# Hyppa fuscomarginata
Hyppa fuscomarginata là một loài bướm đêm trong họ Noctuidae.